# 1987-es fedett pályás atlétikai világbajnokság
Az 1987-es fedett pályás atlétikai világbajnokságot Indianapolisban, az Egyesült Államokban rendezték március 6. és március 8. között. A vb-n 24 versenyszámot rendeztek.

## A magyar sportolók eredményei
Magyarország a világbajnokságon hat sportolóval képviseltette magát és egy érmet szerzett.
Érmesek
| Érem  | Versenyző     | Versenyszám           | Dátum      |
| ----- | ------------- | --------------------- | ---------- |
| Bronz | Forgács Judit | Női 400 m-es síkfutás | március 8. |

## Éremtáblázat
(A táblázatban Magyarország és a rendező nemzet eltérő háttérszínnel kiemelve.)
| Helyezés | Nemzet           | Arany | Ezüst | Bronz | Összesen |
| 1.       | Szovjetunió      | 6     | 5     | 4     | 15       |
| 2.       | Egyesült Államok | 6     | 3     | 2     | 11       |
| 3.       | NDK              | 6     | 3     | 0     | 9        |
| 4.       | Írország         | 2     | 1     | 0     | 3        |
| 5.       | Bulgária         | 1     | 2     | 2     | 5        |
| 6.       | Brazília         | 1     | 0     | 1     | 2        |
| 6.       | Hollandia        | 1     | 0     | 1     | 2        |
| 6.       | Románia          | 1     | 0     | 1     | 2        |
| 9.       | Csehszlovákia    | 0     | 2     | 1     | 3        |
| 9.       | Franciaország    | 0     | 2     | 1     | 3        |
| 11.      | Olaszország      | 0     | 1     | 2     | 3        |
| 12.      | Jamaica          | 0     | 1     | 1     | 2        |
| 13.      | Kuba             | 0     | 1     | 0     | 1        |
| 13.      | Nigéria          | 0     | 1     | 0     | 1        |
| 13.      | Spanyolország    | 0     | 1     | 0     | 1        |
| 13.      | Svájc            | 0     | 1     | 0     | 1        |
| 17.      | Kanada           | 0     | 0     | 2     | 2        |
| 18.      | Bahama-szigetek  | 0     | 0     | 1     | 1        |
| 18.      | Magyarország     | 0     | 0     | 1     | 1        |
| 18.      | Mexikó           | 0     | 0     | 1     | 1        |
| 18.      | Marokkó          | 0     | 0     | 1     | 1        |
| 18.      | Nagy-Britannia   | 0     | 0     | 1     | 1        |
| 18.      | NSZK             | 0     | 0     | 1     | 1        |
| Összesen | Összesen         | 24    | 24    | 24    | 72       |

## Érmesek
- WR – világrekord
- CR – világbajnoki rekord
- AR – kontinens rekord
- NR – országos rekord

### Férfi
| Versenyszám      | Arany                              | Arany       | Ezüst                               | Ezüst    | Bronz                              | Bronz    |
| ---------------- | ---------------------------------- | ----------- | ----------------------------------- | -------- | ---------------------------------- | -------- |
| 60 m             | Lee McRae · Egyesült Államok       | 6,50 CR     | Mark Witherspoon · Egyesült Államok | 6,54     | Pierfrancesco Pavoni · Olaszország | 6,59     |
| 200 m            | Kirk Baptiste · Egyesült Államok   | 20,73 CR    | Bruno Marie-Rose · Franciaország    | 20,89    | Robson da Silva · Brazília         | 20,92    |
| 400 m            | Antonio McKay · Egyesült Államok   | 45,98       | Roberto Hernández · Kuba            | 46,09    | Michael Franks · Egyesült Államok  | 46,19    |
| 800 m            | José Luiz Barbosa · Brazília       | 1:47,49     | Vlagyimir Graugyiny · Szovjetunió   | 1:47,68  | Faouzi Lahbi · Marokkó             | 1:47,79  |
| 1500 m           | Marcus O'Sullivan · Írország       | 3:39,04 CR  | José Manuel Abascal · Spanyolország | 3:39,13  | Han Kulker · Hollandia             | 3:39,51  |
| 3000 m           | Frank O'Mara · Írország            | 8,03,32     | Paul Donovan · Írország             | 8,03,39  | Terry Brahm · Egyesült Államok     | 8:03,92  |
| 60 m gát         | Tonie Campbell · Egyesült Államok  | 7,51 CR     | Stéphane Caristan · Franciaország   | 7,62     | Nigel Walker · Nagy-Britannia      | 7,66     |
| Magasugrás       | Igor Paklin · Szovjetunió          | 238 cm CR   | Hennagyij Avgyejenko · Szovjetunió  | 238 cm   | Ján Zvara · Csehszlovákia          | 234 cm   |
| Rúdugrás         | Szerhij Bubka · Szovjetunió        | 585 cm CR   | Earl Bell · Egyesült Államok        | 580 cm   | Thierry Vigneron · Franciaország   | 580 cm   |
| Távolugrás       | Larry Myricks · Egyesült Államok   | 823 cm CR   | Paul Emordi · Nigéria               | 801 cm   | Giovanni Evangelisti · Olaszország | 801 cm   |
| Hármasugrás      | Mike Conley Sr. · Egyesült Államok | 17,54 m CR  | Oleg Procenko · Szovjetunió         | 17,26 m  | Frank Rutherford · Bahama-szigetek | 17,02 m  |
| Súlylökés        | Ulf Timmermann · NDK               | 22,24 m CR  | Werner Günthör · Svájc              | 21,61 m  | Szergej Szmirnov · Szovjetunió     | 20,67 m  |
| 5000 m gyaloglás | Mihail Scsennyikov · Szovjetunió   | 18:27,79 CR | Jozef Pribilinec · Csehszlovákia    | 18:27,80 | Ernesto Canto · Mexikó             | 18:38,71 |

### Női
| Versenyszám      | Arany                              | Arany       | Ezüst                                 | Ezüst    | Bronz                            | Bronz    |
| ---------------- | ---------------------------------- | ----------- | ------------------------------------- | -------- | -------------------------------- | -------- |
| 60 m             | Nelli Fiere-Cooman · Hollandia     | 7,08 CR     | Anelija Nuneva · Bulgária             | 7,10     | Angela Bailey · Kanada           | 7,12     |
| 200 m            | Heike Drechsler · NDK              | 22,27 CR    | Merlene Ottey · Jamaica               | 22,66    | Grace Jackson · Jamaica          | 23,21    |
| 400 m            | Sabine Busch · NDK                 | 51,66 CR    | Lillie Leatherwood · Egyesült Államok | 52,54    | Forgács Judit · Magyarország     | 52,68    |
| 800 m            | Christine Wachtel · NDK            | 2:01,32 CR  | Gabriela Sedláková · Csehszlovákia    | 2:01,85  | Ljubov Kirjuhina · Szovjetunió   | 2:01,98  |
| 1500 m           | Doina Melinte · Románia            | 4:05,68 CR  | Tatyjana Dorovszkih · Szovjetunió     | 4:07,08  | Szvetlana Kitova · Szovjetunió   | 4:07,59  |
| 3000 m           | Tatyjana Dorovszkih · Szovjetunió  | 8:46,52 CR  | Olga Bondarenko · Szovjetunió         | 8:47,08  | Maricica Puică · Románia         | 8:47,92  |
| 60 m gát         | Cornelia Oschkenat · NDK           | 7,82 CR     | Jordanka Donkova · Bulgária           | 7,85     | Ginka Zagorcseva · Bulgária      | 7,99     |
| Magasugrás       | Sztefka Kosztadinova · Bulgária    | 205 cm CR   | Susanne Beyer · NDK                   | 202 cm   | Emilija Dragieva · Bulgária      | 200 cm   |
| Távolugrás       | Heike Drechsler · NDK              | 710 cm CR   | Helga Radtke · NDK                    | 694 cm   | Jelena Belevszkaja · Szovjetunió | 676 cm   |
| Súlylökés        | Natalja Liszovszkaja · Szovjetunió | 20,52 m CR  | Ilona Briesenick · NDK                | 20,28 m  | Claudia Losch · NSZK             | 20,14 m  |
| 3000 m gyaloglás | Olga Kristop · Szovjetunió         | 12:05,49 CR | Giuliana Salce · Olaszország          | 12:36,76 | Ann Peel · Kanada                | 12:38,97 |